# Стрељаштво на Летњим олимпијским играма 1900 — трап за мушкарце
Дисциплина трап први пут је уведена у програм и била је једна од десет званичних дисциплина у стрељаштву на Летњим олимпијским играма 1900. у Паризу. Такмичење је одржано од недеље 15. јула до уторка 17. јула 1900. Учествовао је 31 стрелац из 3 земље.

## Земље учеснице
- Француска (29)
- Уједињено Краљевство (1)
- Румунија (1)

## Победници
| Злато:                     | Сребро:             | Бронза:                       |
| Роже де Барбарен Француска | Рене Гијо Француска | Жистинијен де Клари Француска |

## Резултати
Сваки стрелац је пуцау на 20 мета. Сваки погодак доносио је 1 поен.
| Пласман | Стрелац                           | Резултат |
| ------- | --------------------------------- | -------- |
| 1       | Роже де Барбарен Француска        | 17       |
| 2       | Рене Гијо Француска               | 17       |
| 3       | Жистинијен де Клари Француска     | 17       |
| 4       | César de Bettex Француска         | 16       |
| 5       | Hilaret Француска                 | 15       |
| 6       | Édouard Geynet Француска          | 13       |
| 7       | Жил Шарпентје Француска           | 12       |
| 7       | Шарл де Жобер Француска           | 12       |
| 7       | Жозеф Лабе Француска              | 12       |
| 7       | Сидни Мерлин Уједињено Краљевство | 12       |
| 7       | Андре де Schonen Француска        | 12       |
| 7       | Сион Француска                    | 12       |
| 13      | Амеде Обри Француска              | 11       |
| 13      | Георге Плађино Румунија           | 11       |
| 15      | Морис Буске Француска             | 9        |
| 15      | Леон Моро Француска               | 9        |
| 15      | Реверден Француска                | 9        |
| 18      | Жак Нивијер Француска             | Непознат |
| 19      | Гастон Легран Француска           | Непознат |
| 20      | Адор Француска                    | Непознат |
| 21      | Андре Мерсије Француска           | Непознат |
| 22      | Роже Нивијер Француска            | Непознат |
| 23      | Пол де Монтолон Француска         | Непознат |
| 24      | de Saint-James Француска          | Непознат |
| 25      | Сукаре Француска                  | Непознат |
| 26      | Пјер Перије Француска             | Непознат |
| 27      | G. Brosselin Француска            | Непознат |
| 28      | A. Darnis Француска               | Непознат |
| 29      | N. Guyot Француска                | Непознат |
| 30      | Пуршено Француска                 | Непознат |
| 31      | Anjou Француска                   | Непознат |